# Теучитланская традиция

Локализация Теучитланской традиции в западной Мексике

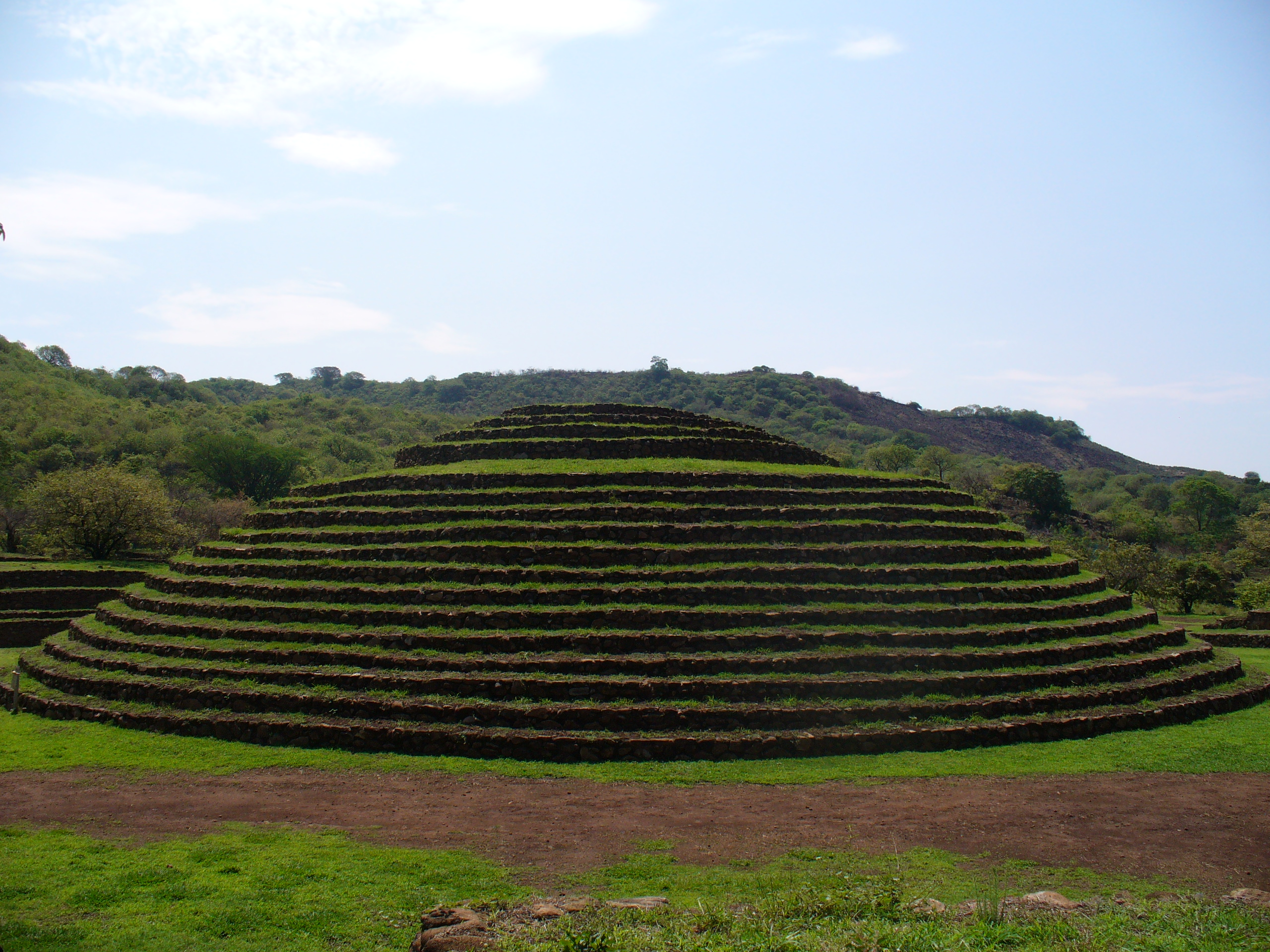
Ступенчатая пирамида в Гуачимонтонес

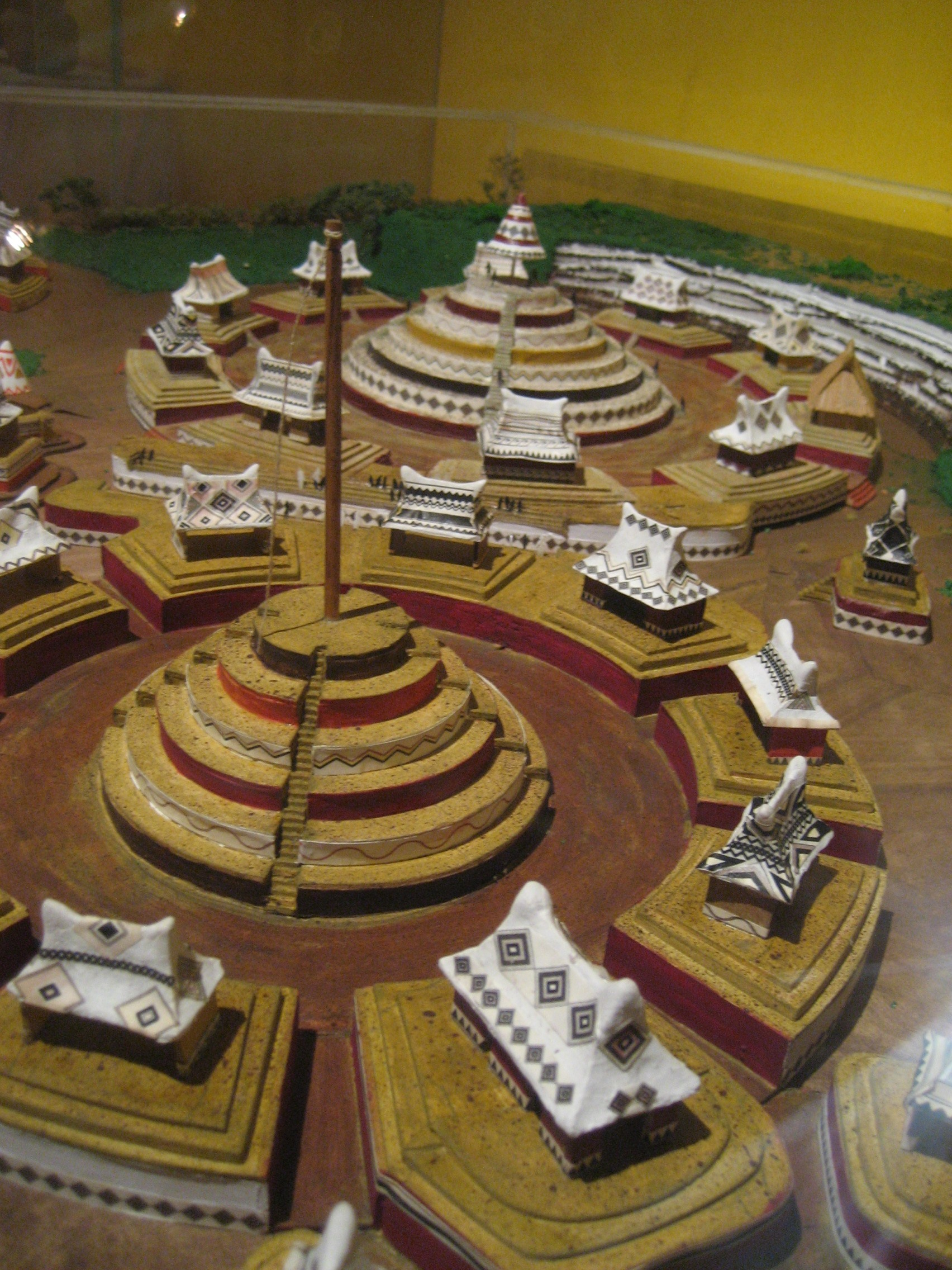
Реконструкция «круга 2» (на переднем плане) и «круга 1» в Гуачимонтонес
Фото с разрешения Chris Wass

Теучитланская традиция — доколумбово общество, существовавшее на территории современных мексиканских штатов Найярит и Халиско. Название происходит от города Теучитлан в штате Халиско.

## Происхождение
Теучитланская традиция является дальнейшим развитием традиции шахтовых могил в западной Мексике, однако вместо относительно небольших центров появляются крупные, такие, как Гуачимонтонес. Хотя самые ранние памятники архитектуры теучитланской традиции восходят к 300 г. н. э., возникновение культуры датируется веком ранее, около 200 г. н. э., или формационным периодом месоамериканской хронологии. Теучитланская традиция резко и неожиданно исчезает в конце классической эры, около 900 г. н. э.

## Архитектура
Характерными чертами теучитланской традиции являются круглые площади с сооружениями, расположенными в виде концентрических окружностей, и конические ступенчатые пирамиды. Как считает археолог Фил Вейганд (Phil Weigand), эти необычные сооружения «уникальны для месоамериканской архитектуры и не существуют нигде больше в мире». Сооружение, отдалённо напоминающее круглую пирамиду, имеется в Сейбале, археологическом памятнике культуры майя.

## Общественное устройство
Ряд характеристик свидетельствуют о существовании иерархического общества. По-видимому, доступ на круглые площади, игравшие культовую роль, разрешался только элите. С другой стороны, полуукреплённые посёлки, обнаруженные на границах Теучитланской культуры, говорят о возможной политической раздробленности данного общества.

## Исчезновение
Начало постклассической эры в Западной Мексике, как и в других местах Месоамерики, характеризуется резкими изменениями. Около 900 г. н. э. круглые пирамиды, площади и концентрические группы вытесняются более примитивной прямоугольной архитектурой,  что означает «полное и окончательное крушение» Теучитланской традиции, возможно, под напором растущего государства тарасков.